# Зникнення Емануели Орланді

Плакат, використаний у Римі в 1983 році

Зникнення Емануели Орланді — непояснене зникнення Емануели Орланді, яке сталося 22 червня 1983 року.
Емануела Орланді народилася 14 січня 1968 року. Вона була громадянкою Ватикану. Її батько був мирським чиновником Римської курії.

## Обставини зникнення
Орланді зникла 22 червня 1983 року після того, як пішла на заняття в музичну школу. Першим підозрюваним у причетності до її зникнення став колишній ректор базиліки св. Аполлінарія.

## Гіпотези
За словами журналіста Піна Нікотрі, дівчина стала жертвою мережі священиків, які потім навмисно скерували розслідування її зникнення до вбивці Мехмета Алі Агджа. Після закінчення терміну давності у справі фотограф Марко Фассоні Ачетті засвідчив, що мав зв'язки з мережею, яка викрала дівчину. Щоб зробити свою версію достовірнішою, Ачетті повів італійських журналістів до схованки, де, за його словами, у 1985 році була знайдена флейта зниклої дівчини, загорнутою в газету. Результати ДНК-тестів не принесли результатів. Попередні дослідження показали, що автором чотирьох листів про викрадену дівчину є дружина Ачетті. У червні 2005 року після виходу в ефір епізодів програми про зниклих людей, присвяченої Емануелі Орланді, надійшов телефонний дзвінок від анонімного інформатора, який заявив, що Емануела похована в саркофазі в базиліці св. Аполлінарія, в могилі Енріко Де Педіса. На вимогу прокуратури могилу Де Педіса розкрили, але останків зниклої дівчини там не знайшли.
У травні 2012 року відомий екзорцист отець Габріеле Аморт заявив, що Емануела була викрадена жандармерією Ватикану для участі в групових сексуальних актах.
У листопаді 2018 року в підвалі апостольської нунціатури в Римі знайшли останки молодої жінки, однак не було підтверджено, що вони належать зниклій дівчині-підлітку.
11 липня 2019 року, у зв’язку з пошуком тіла зниклої дівчини, на тевтонському кладовищі поруч із базилікою св. Петра, яка виявилася порожньою, але біля двох гробниць знайдено осуарії з кістками . 20 липня 2019 року під час досліджень в осуаріях було виявлено тисячі кісток . 28 липня 2019 року керівництво прес-служби Ватикану оголосило громадськості, що аналізи морфологічних досліджень сотень кісток показали, що вони походять з XIX століття.

## У масовій культурі
У 2013 році Агнешка Закржевич видала книгу під назвою «Ватиканський лабіринт», засновану на розмовах про вбивство Роберто Кальві, напад на Папу Римського Іоанна Павла ІІ і зниклу Емануелу Орланді.
У 2022 році стрімінгова платформа Netflix опублікувала міні-документальний серіал «Дівчина з Ватикану: Зникнення Емануели Орланді», намагаючись відповісти на питання про зникнення дівчини-підлітка.